# Akçakoyunlu, Düziçi
Akçakoyunlu là một xã thuộc huyện Düziçi, tỉnh Osmaniye, Thổ Nhĩ Kỳ. Dân số thời điểm năm 2010 là 620 người.